# Klaus J. Müller
Klaus Jürgen Müller (* 6. Februar 1923 in Berlin; † 12. März 2010 in Bonn) war ein deutscher Paläontologe.
Müller war von 1967 bis 1988 Professor für Paläontologie an der Universität Bonn. Er befasste sich mit Mikropaläontologie und speziell die für die Stratigraphie des Paläozoikums wichtigen Conodonten.
2003 erhielt er die Pander-Medaille der Pander Society. 2009 wurde er Ehrenmitglied der Paläontologischen Gesellschaft.
In den 1960er Jahren erkannte er die Bedeutung der Orsten-Schichten aus dem schwedischen oberen Kambrium als Fossillagerstätte (die berühmteste Lagerstätte ist Gum bei Kinnekulle). Es handelt sich um einen Alaunschiefer mit eingelagerten fossiltragenden Kalk-Knötchen, der viele gut erhaltene, phosphatisierte Mikrofossilien enthält, zum Beispiel Arthropoden (wie kleine Krebse), aber auch Brachiopoden, small shelly-Fossilien, Trilobiten, Conodonten und sogar Schlauchwürmer, wobei die Tiere in verschiedensten Entwicklungsstadien vorkommen. Wörtlich übersetzt aus dem Schwedischen bedeutet der Name Schweine-Stein und auch Stinkstein (wegen des Geruchs). Ähnliche Schichten wurden später auch außerhalb Schwedens gefunden.